# Chaumont River
Der Chaumont River (auch: Catfish Creek) ist ein Fluss in Jefferson County im Bundesstaat New York mit einer Länge von 46,8 km (29,1 Meilen). Er entspringt östlich des Dorfes La Fargeville in der Town Orleans und mündet bei Chaumont in die Chaumont Bay. Der Fluss ist nicht schiffbar und weist zwischen der Quelle und Depauville, etwa auf der Hälfte des Flusslaufes, mehrere Stromschnellen und Wehre auf.
Im Einzugsgebiet des Flusses liegen zumeist kleine Siedlungsflächen und landwirtschaftlich genutzte Gebiete. Dadurch wird die Wasserqualität deutlich beeinträchtigt; der Fluss ist überdüngt. Seit 2015 wird deswegen unter der Federführung der Town Lyme ein Wasserschutzprojekt zur Verbesserung und Renaturierung des Gewässers verfolgt. Im Einzugsgebiet leben mehrere gefährdete Vogel-, Fisch- und Schildkrötenarten.